# Moaad El Bahraoui
Moaad El Bahraoui (Rotterdam, 21 mei 1997) is een voormalig Marokkaans-Nederlands profvoetballer die doorgaans als verdediger speelde.

## Carrière
Moaad El Bahraoui speelde in de jeugd van het Marokkaanse Moghreb Athletic Tétouan, en werd tijdens zijn periode daar ook geselecteerd voor het Marokkaanse voetbalelftal onder 14. Hij vertrok naar de Nederlandse amateurclub Spartaan'20, om twee jaar later in de jeugdopleiding van NAC Breda terecht te komen. In 2016 vertrok hij naar RKC Waalwijk, dat ook zijn broer Abdel El Bahraoui als reservekeeper aantrok. Hij maakte zijn debuut op 28 april 2017, in de met 3-0 gewonnen thuiswedstrijd in de Eerste divisie tegen Fortuna Sittard. Na deze wedstrijd speelde hij niet meer voor RKC, en in 2018 vertrok hij transfervrij. In 2020 dook hij op bij hoofdklasser Achilles '29, waar hij in de met 0-0 gelijkgespeelde thuiswedstrijd tegen VV Spijkenisse inviel. Dit gelijke spel leverde Achilles het enige punt van het seizoen op.

### Statistieken
| Seizoen                       | Club           | Land           | Competitie     | Competitie | Competitie | Beker | Beker | Totaal | Totaal |
| Seizoen                       | Club           | Land           | Competitie     | Wed.       | Dlp.       | Wed.  | Dlp.  | Wed.   | Dlp.   |
| ----------------------------- | -------------- | -------------- | -------------- | ---------- | ---------- | ----- | ----- | ------ | ------ |
| 2016/17                       | RKC Waalwijk   | Nederland      | Eerste divisie | 1          | 0          | 0     | 0     | 1      | 0      |
| 2017/18                       | RKC Waalwijk   | Nederland      | Eerste divisie | 0          | 0          | 0     | 0     | 0      | 0      |
| Carrièretotaal                | Carrièretotaal | Carrièretotaal | Carrièretotaal | 1          | 0          | 0     | 0     | 1      | 0      |
| Bijgewerkt op 5 februari 2019 |                |                |                |            |            |       |       |        |        |